# Dirk Hilbert
Dirk Hilbert (Dresda, 23 ottobre 1971) è un politico tedesco, dal 3 settembre 2015 sindaco di Dresda.